# Jacinto San Emeterio
Jacinto San Emeterio (Santander, 6 de diciembre de 1912-Madrid, septiembre de 1997) fue un actor español de cine, televisión y teatro que participó en alrededor de una setentena de títulos, entre películas, obras de teatro televisado y series de televisión, entre las décadas de 1940 y 1980. En su faceta teatral sumó un total de veintitrés obras entre 1940 y 1964.

## Filmografía
- No fumadores (1940)
- Rápteme usted (1940)
- Un caballero famoso (1942)
- La maja del capote (1944)
- Espronceda (1945)
- Senda ignorada (1946)
- Doña María la Brava (1947)
- La mariposa que voló sobre el mar (1948)
- Aventuras de don Juan de Mairena (1948)
- El marqués de Salamanca (1948)
- La mariposa que voló sobre el mar (1948)
- Alas de juventud (1949)
- Aventuras de Juan Lucas (1949)
- El santuario no se rinde (1949)
- Noventa minutos (1949)
- Paz (1949)
- Tempestad en el alma (1949)
- Don Juan (1950)
- Flor de lago (1950)
- La mujer, el torero y el toro (1950)
- Pequeñeces... (1950)
- Servicio en la mar (1951)
- Alba de América (1951)
- Correo del rey (1951)
- Día tras día (1951)
- Una cubana en España (1951)
- El beso de Judas (1954)
- Tres eran tres (1954)
- Murió hace quince años (1954)
- Al fin solos (1955)
- Mr. Arkadin (1955)
- Muerte de un ciclista (1955)
- Danae (1956)
- La vida en un bloc (1956)
- Los ladrones somos gente honrada (1956)
- Buenos días, amor (1957)
- El conde Max (1957)
- Un abrigo a cuadros (1957)
- Los misterios del rosario (1958)
- Pan, amor y... Andalucía (1958)
- Un hombre tiene que morir (1959)
- El Salvador (1959)
- Crimen para recién casados (1960)
- Ha llegado un ángel (1961)
- Destino: Barajas (1962)
- Hipnosis (1962)
- La cara del terror (1962)
- La gran familia (1962)
- Las tres espadas del Zorro (1962)
- Terror en la noche (1962)
- Cyrano y d'Artagnan (1963)
- El mundo sigue (1963)
- El magnífico aventurero (1963)
- Las gemelas (1963)
- Rififí en la ciudad (1963)
- Tela de araña (1963)
- Don Quijote (1964)
- El salario del crimen (1964)
- El marqués (1966)
- Alta tensión (1972)
- A la Legión le gustan las mujeres (...y a las mujeres les gusta la Legión) (1976)
- Doña Perfecta (1977)
- Los hijos de… (1978)
- La boda del señor cura (1979)
- De camisa vieja a chaqueta nueva (1982)
- Las alegres chicas de Colsada (1984)

## Televisión
- Teatro de familia - El príncipe que todo lo aprendió en los libros (1964)
- Escuela de maridos - La mancha de café (1964)
- Estudio 1 - Julio César (1 episodio) (1965)
- Teatro de humor - Los ladrones somos gente honrada (1965)
- Teatro de familia - Café para dos (1965)
- Tal para cual - Invitado de honor (1965)
- Estudio 1 - Baile en capitanía (1 episodio) (1966)

## Teatro
- Garcilaso de la Vega (1940)
- La Celestina (1940)
- La primera legión (1940)
- La respetable primavera (1940)
- La decantada vida y muerte del general Mambrú (1941)
- La decantada vida y muerte del general Mambrú; Tintín y Pasitas (1941)
- Las bizarrías de Belisa (1941)
- Las Calatravas (1941)
- Don Juan Tenorio (1942)
- Peribáñez y el Comendador de Ocaña (1942)
- El tríptico de la Pasión (1943)
- Un drama nuevo (1943)
- A las seis en la esquina del bulevar; Mundo mundillo (1944)
- El verdadero amor (1944)
- Madrugada indiscreta (1944)
- Jesús Nazareno (1948)
- Prometeo encadenado (1952)
- La hora de la fantasía (1954)
- La vida es sueño (1954)
- Al natural; La fuerza bruta (1955)
- La mujer de Pilatos (1956)
- La noche del 5 de marzo (1961)
- El proceso del arzobispo Carranza (1964)